# تتراکوارک
در فیزیک ذرات، تتراکوارک مزونی ناهنجار است که از چهار کوارک ظرفیتی تشکیل شده‌است (و این برخلاف حالت معمول سه کوارکی است). مدتهاست که گمان می‌رود که حالت تتراکوارک توسط کرومودینامیک کوانتومی، نظریه مدرن برهمکنش‌های قوی، مجاز شمرده شود. حالت تتراکوارک نمونه ای از هادرون ناهنجار است که خارج از طبقه‌بندی مدل کوارک معمولی قرار دارد. تعدادی از انواع مختلف تتراکوارک مشاهده شده‌اند.

## تاریخ و کشف‌ها
چندین نامزد تتراکوارک توسط آزمایش‌های فیزیک ذرات در قرن بیست و یکم گزارش شده‌اند. ترکیب کوارکی اینها تقریباً همگی qqQQ هستند، که q نشان دهنده یک کوارک سبک (بالا، پایین یا شگفت) است و Q نشان دهنده یک کوارک سنگین (افسون یا ته) و پادکوارک‌ها با یک خط در بالا نشان داده می‌شوند. وجود و پایداری حالات تتراکوارک با ترکیب qqQQ (یا qqQQ) توسط فیزیکدانان نظری برای مدت طولانی مورد بحث قرار گرفته‌است، با این حال این مواردی هنوز توسط آزمایش‌ها گزارش نشده‌است.
گاهشمار
در سال ۲۰۰۳، ذره ای که به‌طور موقت X(3872) نامیده می‌شد، توسط آزمایش بل در ژاپن، به عنوان کاندیدای تتراکوارک مطرح شد نام X یک نام موقت است و نشان می‌دهد که هنوز سؤالاتی در مورد ویژگی‌های آن وجود دارد که باید آزمایش شوند.
در سال ۲۰۰۴، حالت D sJ (2632) که در آزمایشگاه قرمی مشاهده شد، به عنوان یک کاندید احتمالی تتراکوارک پیشنهاد شد.
در سال ۲۰۰۷، Belle مشاهده Z(4430) به عنوان یک کاندیدای تتراکوارک را اعلام کرد. همچنین دلایلی وجود دارد که Y(4660) که در سال ۲۰۰۷ توسط بل نیز کشف شد، می‌تواند یک تتراکوارک باشد.
در ژوئن ۲۰۱۶، LHCb کشف سه نامزد احتمالی تتراکوارک به نام‌های X(4274)، X(4500) و X(4700) را اعلام کرد.
در سال ۲۰۲۰، LHCb کشف تتراکوارک X(6900) مشاهده کرد. در سال ۲۰۲۲ اطلس X(6900) را مشاهده کرد.
در سال ۲۰۲۱، LHCb کشف چهار تتراکوارک اضافی، از جمله ccus را اعلام کرد.
در سال ۲۰۲۲، LHCb کشف csud و csud را اعلام کرد.